# Michael Coetzee
Pour les articles homonymes, voir Coetzee.
Pas d'image ? Cliquez ici

a Compétitions nationales et continentales officielles uniquement.

Dernière mise à jour le 3 octobre 2014.
Michael Louis Coetzee, né le 6 décembre 1979 à Johannesburg en Afrique du Sud, est un joueur de rugby à XV sud-africain qui a évolué au poste de pilier aux Border Bulldogs, au Racing Métro 92, et au Castres olympique (1,79 m pour 114 kg).

## Carrière

### En club
- 2006- 2009 : Racing Métro 92  France
- 2009- 2014 : Castres olympique  France

### En province
- 1999-2006 : Border Bulldogs (Currie Cup)  Afrique du Sud

## Palmarès
- Championnat de France de Top 14 :
  - Champion (1) : 2013
  - 1/2 Finale (1) : 2012
  - 1/4 Finale (2) : 2010 et 2011
- Champion de Pro D2 en 2009